# Kroksbäck

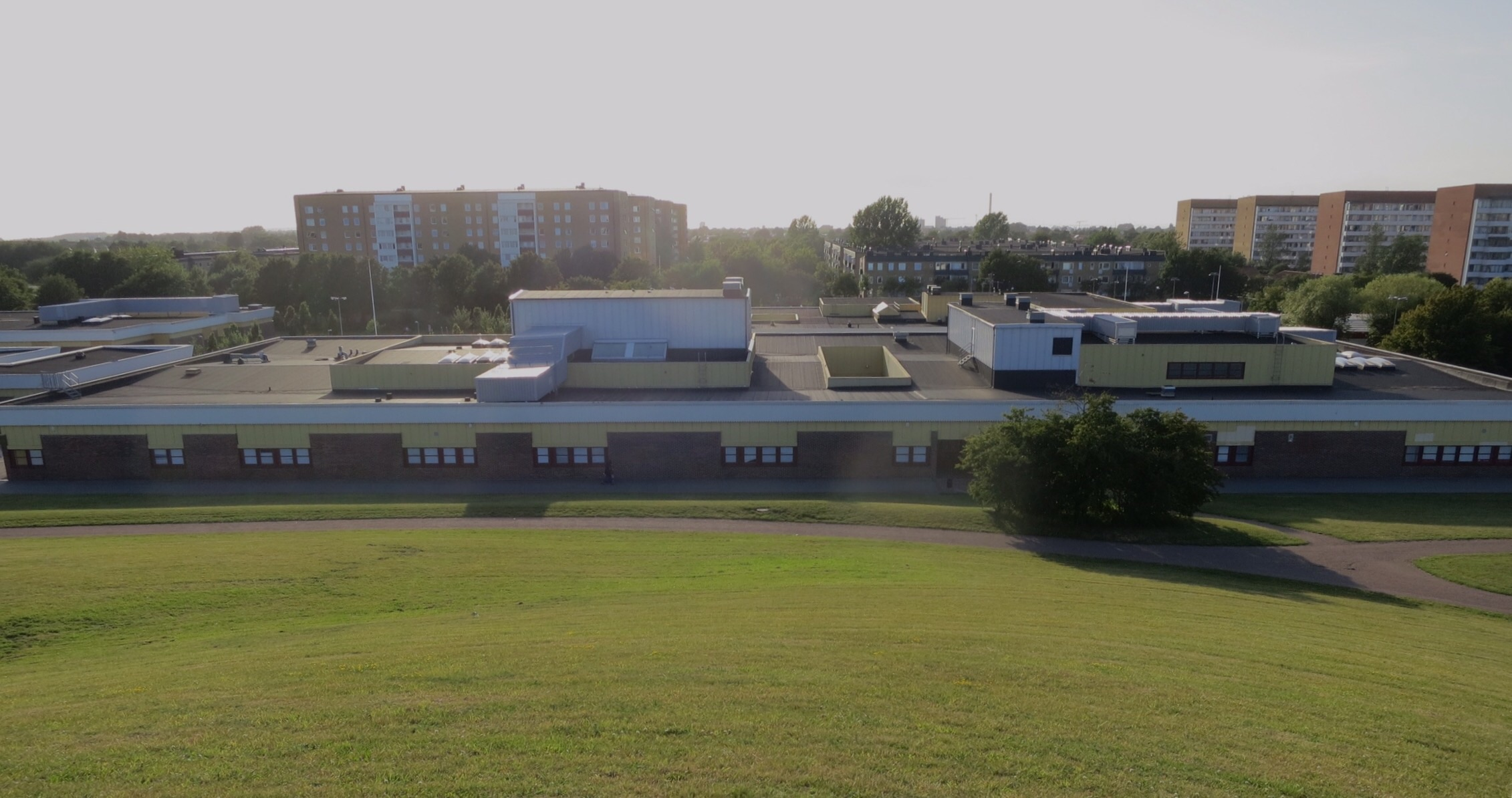
Kroksbäck med Kroksbäcksskolan i förgrunden

Kroksbäck är ett delområde i stadsdelen Hyllie, Malmö. 
Kroksbäck är beläget mellan Bellevuevägen/Elinelundsvägen i väst och Hyllievångsvägen i öst, söder om Ärtholmsvägen. Kroksbäck gränsar till Bellevuegården i norr, Rosenvång och Djupadal i väst, Hyllieby och Hyllievång i söder, och Kroksbäcksparken med de gröna kullarna i öst. Lorensborgsgatan delar av området i två distinkta delar: det större västra området bestående av radhus och villor, och det mindre östra området bestående av höghus. Dessa två områden har få förbindelser, vilket ger en osammanhängande stadsdel.
Kroksbäck ligger på cykelavstånd från centrum. I närheten finns ett stort grönområde och idrottsmöjligheter. På gångavstånd finns Bellevuegårdens centrum med bibliotek, konditori och affärer. På andra sidan Ärtholmsvägen ligger stadionområdet med ishall och fotbollsplaner. Områdets fastigheter ägs av HSB och MKB. Malmö Högskola och centrum finns på cykelavstånd och i närheten ligger Hyllie station.
Kroksbäcks höghusområde byggdes i mitten av 1960-talet som ett av de första områdena inom ramen för miljonprogrammet. Sedan dess har flera av husen renoverats och utrustats med stora inglasade balkonger och lösningar som burspråk i köken. Många av stadsdelens lägenheter är stora. Området saknar biltrafik mellan höghusen, utan den är koncentrerad till stråken som omgärdar dessa.
Kroksbäcks höghusområde är tillsammans med Rosengård ett område där ett flertal av Skånes 160 årliga bilbränder inträffar enligt en undersökning av Räddningstjänsten Syd. Motivet är ofta försäkringsbedrägeri eller konflikter. Kroksbäck är också känt för sina mångfaldsprojekt. Här pågår flera kulturöverskridande aktiviteter som har som syfte att öka integrationen. Anläggning av flera lekplatser med nytänkande teman har gjorts under 2000-talet, bland annat en kombinerad minifotboll/rullskridskoplan, puckelfotbollsplan (mindre konstgräsfotbollsplan med oregelbundet kuperat underlag) samt tema-lekplats (dessa ligger i den angränsande Kroksbäcksparken som utgör ett eget delområde).
Inom det större området Kroksbäck finns Hyllie kyrka, Kroksbäcks vårdcentral och i söder Bellevuestadion, med banor för bland annat tennis, badminton och squash. Vid Kroksbäcksparken ligger Kroksbäcksskolan (årskurser 1-9). I området ligger även Bullerbäcks, Knäbäcks, Lillbäckens, Mellanbäcks och Hyllievångens förskolor.
Namnet kommer ursprungligen från en gård som tidigare funnits i närheten, som i sin tur tagit namnet efter en närbelägen bäck.